# Деян Дам'янович
Деян Дам'янович (серб. Dejan Damjanović / Дејан Дамјановић, нар. 27 липня 1981, Мостар) — чорногорський футболіст, нападник.
Виступав, за низку сербських клубів, аравійський «Аль-Аглі», а також корейські «Інчхон Юнайтед» та «Сеул». Крім того є гравцем національної збірної Чорногорії.

## Клубна кар'єра
У дорослому футболі дебютував 1996 року виступами за белградський «Синджелич», в якому провів три сезони, взявши участь у 33 матчах чемпіонату.

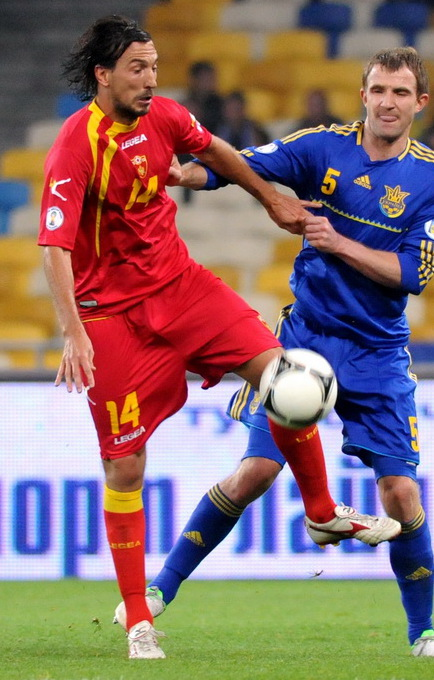
Деян Дам'янович (ліворуч) у складі збірної Чорногорії. 16 жовтня 2012

Своєю грою за цю команду привернув увагу представників іншого столичного клубу — «Железника», до складу якого приєднався 2000 року. Проте закріпитися в складі нового клубу і змушений був грати на правах оренди в нижчолігових клубах «Ласта» (Сремчиця) та «Срем».
2003 року уклав контракт з клубом «Бежанія» з другого за рівнем дивізіону, але вже за пів року на правах оренди перейшов в інший клуб з цього дивізіону — «Раднички» (Белград), якому допоміг того сезону виграти лігу і вийти в еліту. Проте в Першій лізі втратив місце в основі і незабаром повернувся в «Бежанію».
Протягом 2006 року недовго грав на правах оренди в Саудівській Аравії за клуб «Аль-Аглі», в якому забив у 8 матчах чемпіонату 7 голів, а також допоміг клубу стати фіналістом кубка Саудівської Аравії.
Влітку 2006 року знову повернувся в «Бежанію», у складі якого провів ще пів року кар'єри гравця, загалом зігравши за столичний клуб з 2003 року 81 матч в чемпіонаті і забивши 40 голів, ставши в складі «Бежанії» одним з головних бомбардирів команди, маючи середню результативність на рівні одного голу в двох матчах першості.
До складу клубу «Сеул» приєднався в кінці 2007 року і в його складі двічі ставав чемпіоном Південної Кореї. Наразі встиг відіграти за «городян» 193 матчі в національному чемпіонаті.

## Виступи за збірну
16 жовтня 2008 року дебютував в офіційних матчах у складі національної збірної Чорногорії в товариській грі проти збірної Італії. Наразі провів у формі головної команди країни 22 матчі, забивши 6 голів.

## Досягнення
- Чемпіон Південної Кореї (3): 2010, 2012, 2016
- Володар Кубка південнокорейської ліги (1): 2010
- Володар Кубка Південної Кореї (1): 2019
- Чемпіон Гонконгу (1): 2020-21
- Найкращий бомбардир Чемпіонату Південної Кореї (3): 2011, 2012, 2013
- Найкращий бомбардир Чемпіонату Гонконгу (1): 2020-21
- Футболіст року у Гонконзі (1): 2020-21